# Hlín
Nella mitologia norrena Hlín è una delle tre serve di Frigg, insieme a Fulla e Gná. Il suo nome significa "protettrice" e Frigg le diede l'incarico di proteggere gli uomini e consolare i tormentati mortali. Nel Vǫluspá Hlín compare anche come altro nome riferito a Frigg stessa.